# Élections générales néo-écossaises de 1960
L'élection générale néo-écossaise de 1960 se déroule le 7 juin 1960 afin d'élire les députés de l'Assemblée législative de la Nouvelle-Écosse. Il s'agit de la 24e élection générale dans la province de Nouvelle-Écosse depuis la confédération de 1867 et la 47e depuis la création de l'Assemblée législative en 1758.

## Résultats
| Parti                               | Parti                     | Chef             | Sièges | Sièges | Sièges  | Voix    | Voix    | Voix    |
| ----------------------------------- | ------------------------- | ---------------- | ------ | ------ | ------- | ------- | ------- | ------- |
| Parti                               | Parti                     | Chef             | 1956   | Élus   | % Diff. | #       | %       | % Diff. |
|                                     | Progressiste-conservateur | Robert Stanfield | 24     | 27     | +12,5 % | 168 023 | 48,33 % |         |
|                                     | Libéral                   |                  | 18     | 15     | -16,7 % | 147 951 | 42,56 % |         |
|                                     | Commonwealth coopératif   |                  | 1      | 1      | -       | 31 036  | 8,93 %  |         |
|                                     | Indépendant               | Indépendant      | -      | -      | -       | 650     | 0,19 %  |         |
| Total                               | Total                     | Total            | 43     | 43     | -       | 347 660 | 100 %   |         |
| Source : (en) Elections Nova Scotia |                           |                  |        |        |         |         |         |         |